# شهرستان دولگا
شهرستان دولگا (به اسپانیایی: Distrito de Dolega) یک منطقهٔ مسکونی در پاناما است که در استان چیریکی واقع شده‌است. شهرستان دولگا ۲۴۹ کیلومتر مربع مساحت و ۱۷٬۲۴۳ نفر جمعیت دارد.